# Omero
 (signalé en mai 2025).
Si vous disposez d'ouvrages ou d'articles de référence ou si vous connaissez des sites web de qualité traitant du thème abordé ici, merci de compléter l'article en donnant les références utiles à sa vérifiabilité et en les liant à la section « Notes et références ».
- Archive Wikiwix
- Bing
- Cairn
- DuckDuckGo
- E. Universalis
- Gallica
- Google
- G. Books
- G. News
- G. Scholar
- Persée
- Qwant
- (zh) Baidu
- (ru) Yandex
- (wd) trouver des œuvres sur Wikidata

Cette page présente le prénom Omero ainsi que ses variantes.
Omero est un prénom masculin italien, du grec Homère.

## Variantes
- Féminin : Omera

### Variantes linguistiques
- Anglais : Homer
- Arabe : Omar
- Espagnol : Homero
- Français : Homère
- Grec ancien : Ὅμηρος (Homeros)
- Grec moderne : Όμηρος (Omīros)
- Latin : Homérus
- Portugais : Homero

## Prénom
- Omero Antonutti, acteur et doubleur italien ;
- Omero Marongiu-Perria, sociologue français ;
- Omero Tognon, footballeur et entraîneur italien.
- Pour l'ensemble des articles sur les personnes portant ce prénom, consulter :
  - la liste des articles dont le titre commence par ce prénom
  - les listes produites par Wikidata : Liste des personnes de prénom « Omero » — même liste en incluant les éventuels prénoms composés qui contiennent « Omero ».